# Gigliola Cinquetti

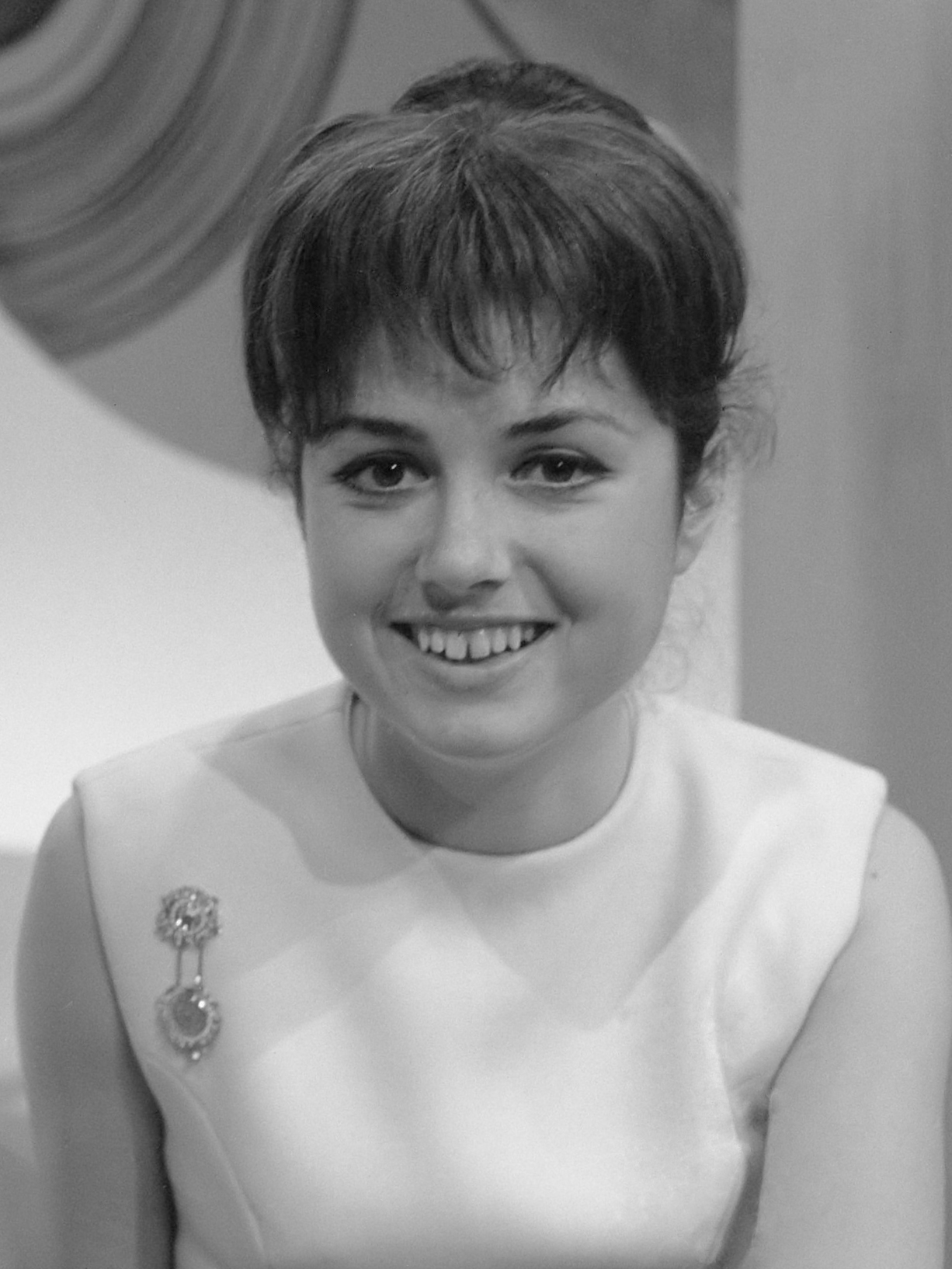
Gigliola Cinquetti în 1966

Gigliola Cinquetti (n. 20 decembrie 1947, Verona, Italia) este o cântăreață și prezentatoare de televiziune italiană care a câștigat concursul muzical Eurovision 1964 cu piesa Non ho l'età („Nu sunt matură îndeajuns”). 